# چین‌آباد
چین‌آباد (به ازبکی: Chinabad) یک منطقهٔ مسکونی در ازبکستان است که در ناحیه بالیق‌چی واقع شده‌است.